# Крисман, Вальтер
Вальтер Крисман (нем. Walter Krysmann; род. 6 сентября 1929 года, Скалунг — 30 августа 1984 года) — военный деятель ГДР, в 1974—1977 годах начальник штаба 5-го Военного округа, генерал-майор (1969 год).

## Биография
После окончания учёбы в народной школе работал шофером. В последние дни войны пятнадцатилетний Крисман был призван в Вермахт. Служил помощником ПВО (Flakhelfer). Первые годы после войны работал подсобным рабочим, экспедитором и шофёром. В 1949 году вступил в ряды Народной полиции. В 1949—1951 годах учился в школе народной полиции в Берлин-Трептов (Volkspolizeischule Berlin-Treptow). В 1951—1952 годах служил в различных дежурных частях народной полиции в Лейпциге, Потсдаме и Гроссенхайне. В 1952—1956 годах проходил обучение в Военной Академии в Москве. В 1956—1958 годах служил заместителем начальника штаба 1-й МСД, расквартированной в Потсдаме. В 1958—1959 годах являлся руководителем оперативного отдела штаба 1-й МСД. В 1960—1963 годах занимал должность начальника штаба и заместителя командира 1-й МСД. С 1 ноября 1963 года по 31 октября 1966 года подполковник Крисман командовал 1-й МСД. В 1966—1968 годах проходил обучение в Военной Академии Генерального штаба Вооружённых сил СССР. После возвращения в ГДР с 1 сентября 1968 года по 31 августа 1973 года командовал 9-й танковой дивизией. 7 октября 1969 года ему было присвоено звание генерал-майора. С 1 ноября 1973 года по 31 октября 1974 года служил начальником боевой подготовки и заместителем командующего 3-м Военным округом (Лейпциг) (Stellvertreter des Chefs des Militärbezirk III (Leipzig) und Chef Ausbildung) . С 1 ноября 1974 года по 31 октября 1977 года занимал должность начальника штаба и заместителя командующего 5-м Военным округом (Нойбранденбург). В 1977—1984 годах был первым заместителем начальника Военной Академии ННА им. Фридриха Энгельса в Дрездене. Умер 30 августа 1984 года на 55-м году жизни.

## Воинские звания
- Генерал-майор — 7 октября 1969 года

## Избранные награды
- Орден За заслуги перед Отечеством в серебре;
- Военный орден За заслуги перед Народом и Отечеством в золоте.